# Succesiunea
Succesiunea (în engleză Succession) este un serial american dramatic difuzat de televiziunea HBO. Primul episod a fost difuzat la data de 3 iunie 2018. Serialul urmărește familia Roy care deține compania Waystar RoyCo, un gigant media global. Membrii familiei luptă pentru controlul companiei după incertitudinile care îl privesc pe patriarhul familiei, Logan Roy (interpretat de Brian Cox). Sezonul patru, ultimul, a debutat pe 26 martie 2023.
Serialul a avut un succes uriaș din partea criticilor, cu privire la scenariu, interpretare (mai alex Brian Cox și Jeremy Strong), coloană sonoră, producție și subiect. Serialul a primit numeroase premii și nominalizări între care două premii Emmy pentru cel mai bun serial dramatic, Globul de Aur pentru cel mai bun serial dramatic, Globuri de Aur pentru cel mai bun actor de televiziune (dramă) pentru Cox și Strong, Emmy pentru cel mai bun actor într-un serial dramatic pentru Strong și Emmy pentru cel mai bun actor în rol secundar într-un serial dramatic pentru Matthew Macfadyen, precum și trei premii Emmy pentru cel mai bun scenariu primite de creatorul Jesse Armstrong.

## Sinopsis
Serialul urmărește viața familiei Roy, proprietara conglomeratului media Waystar RoyCo. Capul familiei, Logan Roy, a avut parte de o stare de sănătate șubredă, iar cei patru copii ai săi, Connor, Kendall, Roman și Shiv își doresc să preia conducerea companiei și încep pregătirea unui viitor fără tatăl lor, fiecare căutând un loc cât mai sus în ierarhia companiei.
În primul sezon, după ce Logan a suferit un infarct, Kendall încearcă să devină conducătorul companiei, mai întâi câutând un vot de neîncredere față de tatăl său, iar când acest pas eșuează, încercând o preluare în forță a companiei. Când Kendall, beat, omoară un chelner în timp ce conducea mașina, la nunta surorii sale, Shiv, Logan acoperă incidentul și îl șantajează pe Kendall să-și retragă susținerea pentru preluarea în forță a companiei.
În sezonul secund, Kendall își susține tatăl, în timp ce Logan încearcă să o convingă pe Shiv că ea este cea care va deveni directorul companiei. Când un scandal de hărțuiri sexuale în interiorul companiei ia amploare, Logan îi cere lui Kendall să își asume responsabilitatea, însă Kendall îl acuză public pe Logan de întregul incident. 
În sezonul trei, Kendall încearcă să ducă o campanie publică împotriva lui Logan, dar și să păstreze compania în mâinile familiei, însă ulterior ignoră sfaturile avocaților săi și ale sfătuitorilor pe relații publice. La final, toți copiii se unesc pentru a îl dărâma pe Logan care însă decide să vândă compania.

## Distribuție și personaje
- Hiam Abbass în rolul Marcia Roy, a treia și actuala soție a lui Logan Roy. Născută și crescută la Beirut, intră deseori în conflict cu copiii lui Logan cărora nu a reușit de-a lungul anilor să le capete încrederea. Are un băiat, Amir, din prima căsătorie, precum și o fiică dintr-o relație anterioară.
- Nicholas Braun în rolul Greg Hirsch, drăguțul dar și oportunistul nepot al lui Ewan Roy, fratele lui Logan. Neobișnuit cu lumea afacerilor, devine prietenul lui Tom Wambsgans pe care încearcă să-l ajute să urce pe scara ierarhică a familiei.
- Brian Cox în rolul Logan Roy, miliardarul născut în Dundee, fondator al conglomeratului media Waystar RoyCo. Principalul său interes îl reprezintă compania, nu cei patru copii.
- Kieran Culkin în rolul Roman Roy, al treilea copil al lui Logan, al doilea în căsătoria cu numărul doi. Roman este imatur, nu-și asumă responsabilitatea și nu are bunul simț cerut de tatăl său. Se ceartă deseori cu frații săi Kendall și Shiv.
- Matthew Macfadyen în rolul Tom Wambsgans, soțul lui Shiv, director executiv la Waystar, promovat de la conducerea parcului de distracții. Nu este inclus în cercul de conducere al companiei, deși își dorește mai multă putere.
- Alan Ruck în rolul Connor Roy, fiul cel mare al lui Logan, singurul copil din prima căsătorie a acestuia. Aproape exclus complet de la conducerea companiei, locuiește într-o fermă din New Mexico alături de mult mai tânăra sa iubită, Willa. În sezonul doi, își anunță candidatura la Președinția Statelor Unite.
- Sarah Snook în rolul Siobhan „Shiv” Roy, cel mai mic copil al lui Logan și singura sa fiică. A lucrat alături de candidatul la preșdinție Gil Eavis ale cărui opinii politice erau în contradicție cu Waystar. Ulterior iese din politică și se alătură companiei, se căsătorește cu Tom Wambsgans, dar relația lor nu se desfășoară în cei mai buni termeni.
- Jeremy Strong în rolul Kendall Roy, al doilea copil al lui Logan, primul din a doua căsătorie a acestuia. Considerat moștenitorul lui Logan, Kendall încearcă să-i demonstreze tatălui său că merită să preia conducerea companiei, dar luptă cu abuzul de substanțe interzise. A fost căsătorit cu Rava cu care are doi copii.
- J. Smith-Cameron în rolul Gerri Kellman, consilierul general al companiei Waystar RoyCo, nașa lui Shiv și mentorul lui Roman.
- Justine Lupe în rolul Willa Ferreyra, iubita lui Connor și ulterior soția acestuia, o scriitoare aspirantă.[2]
- David Rasche în rolul Karl Muller, directorul financiar al companiei Waystar RoyCo și membru al echipei juridice a companiei.[2]
- Fisher Stevens în rolul Hugo Baker, director de comunicații al companiei Parks and Cruises, pus să rezolve scandalul în care este implicată linia de croazieră Brightstar.[2]
- Alexander Skarsgård în rolul Lukas Matsson, CEO-ul gigantului media GoJo care încearcă să cumpere Waystar RoyCo.[3]

Membrii familiei Roy.
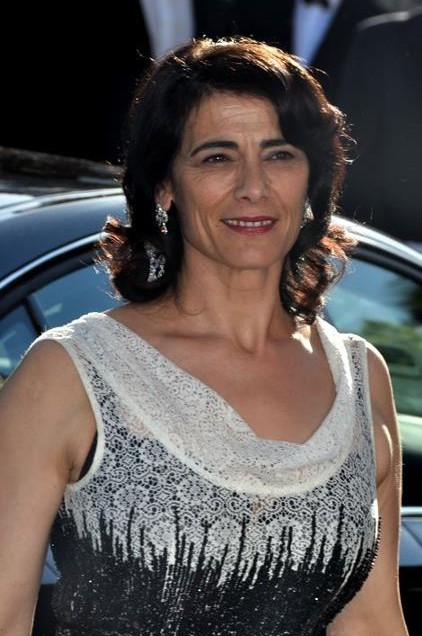
Hiam Abbass în rolul Marcia Roy.
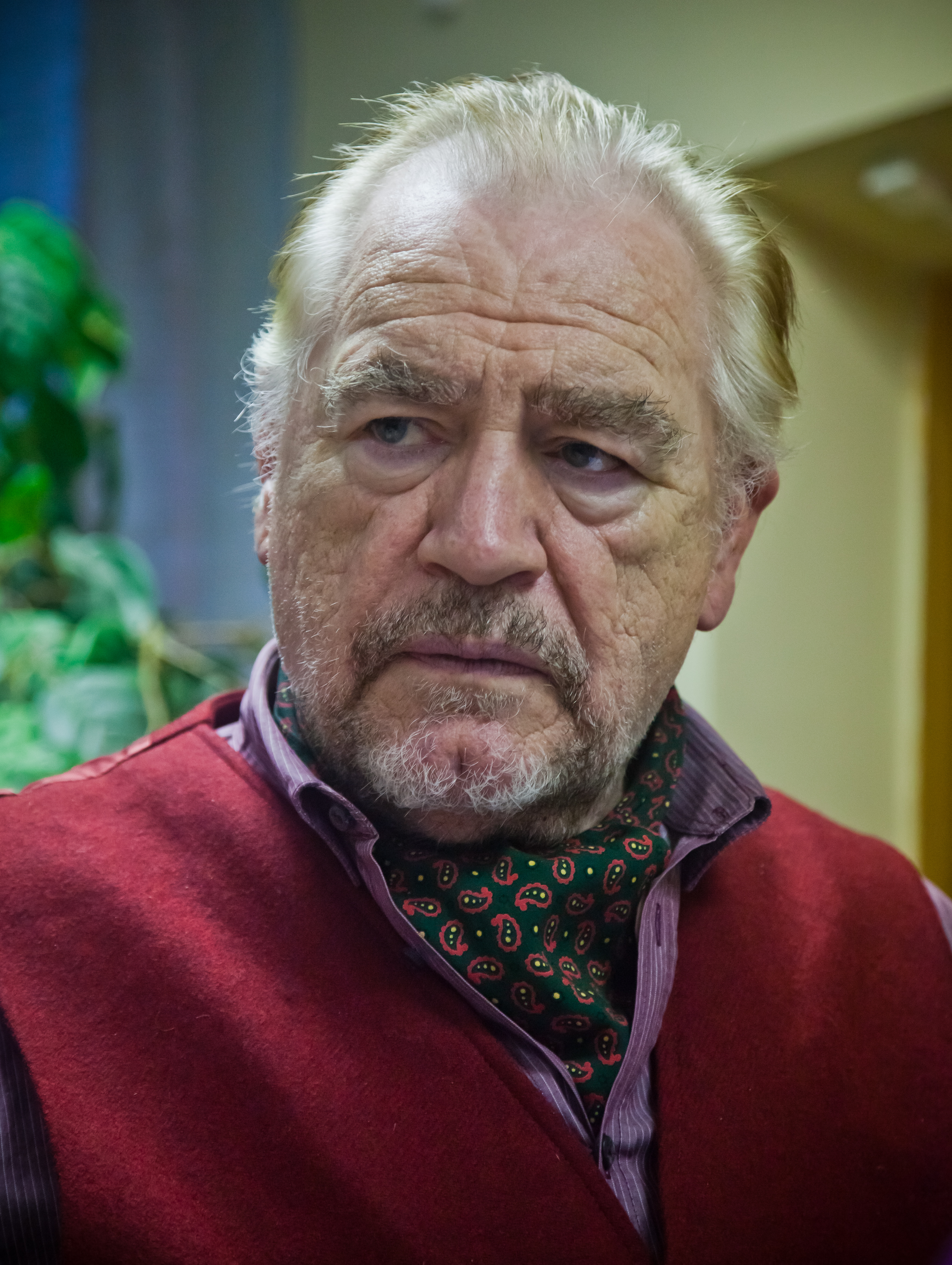
Brian Cox în rolul Logan Roy.
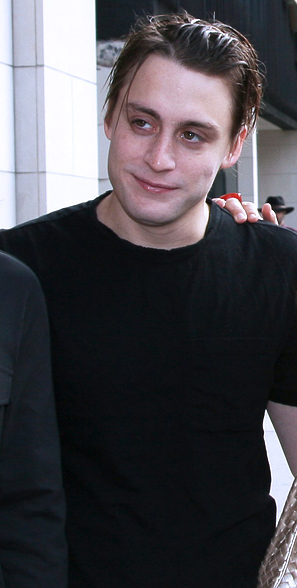
Kieran Culkin în rolul Roman Roy.
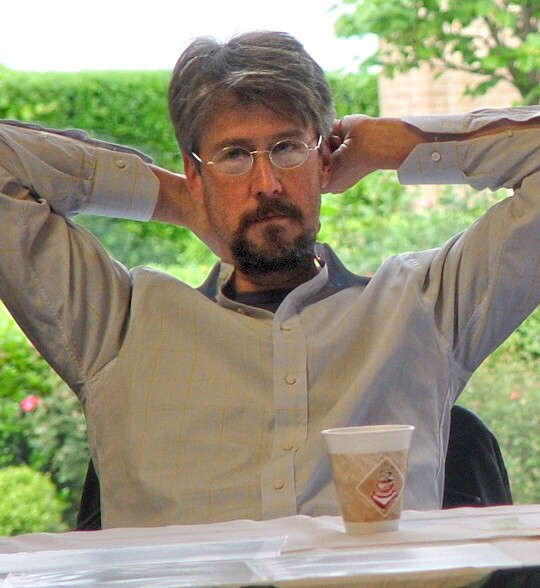
Alan Ruck în rolul Connor Roy.
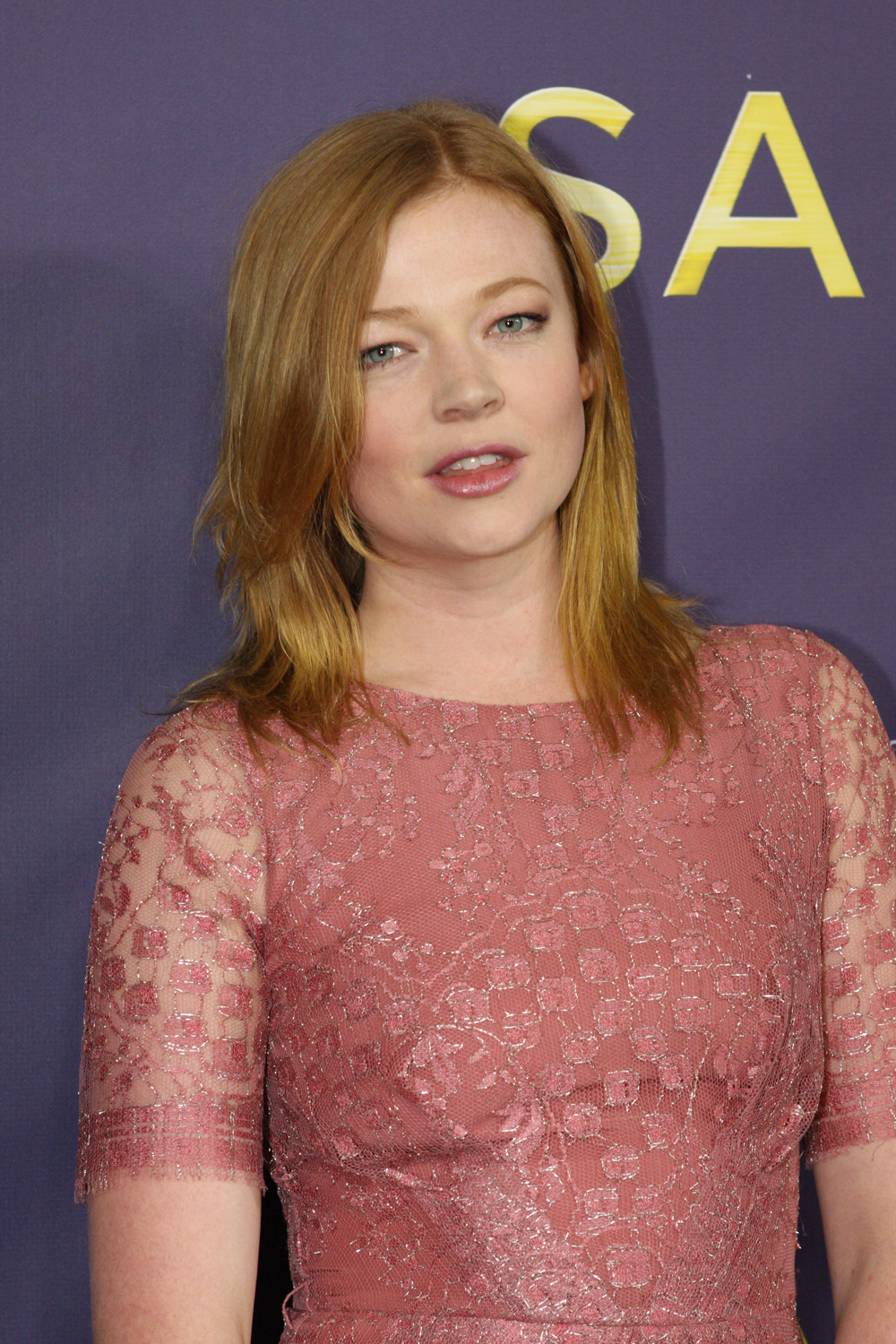
Sarah Snook în rolul Siobhan Roy.
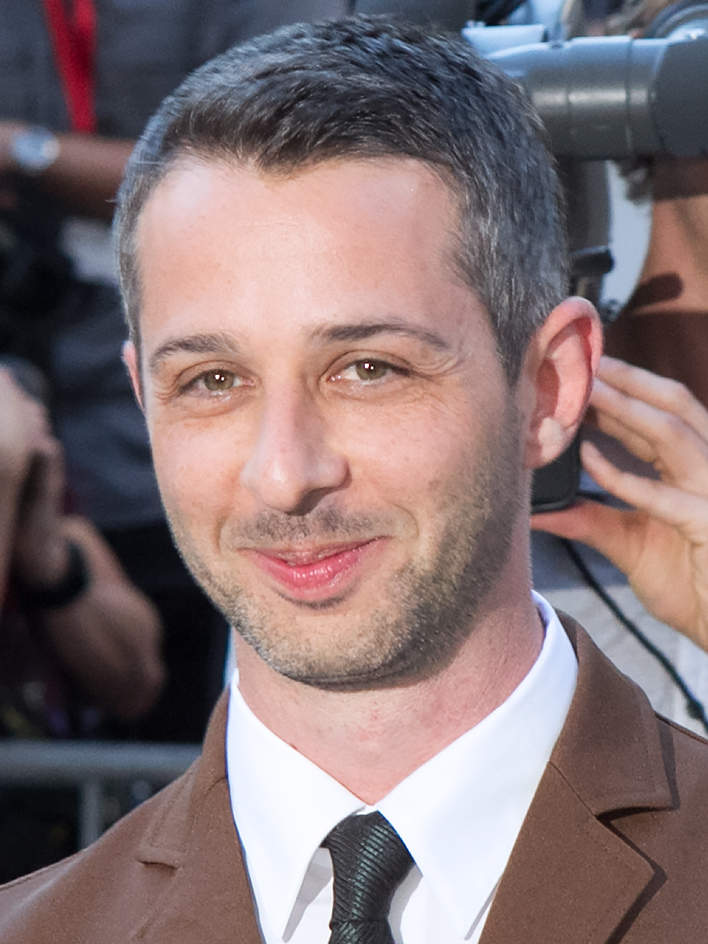
Jeremy Strong în rolul Kendall Roy.

## Producția
Proiectul a debutat în iunie 2016. În octombrie, Brian Cox, Jeremy Strong și Kieran Culkin primesc rolurile principale, urmați în noiembrie de Hiam Abbass, Alan Ruck, Rob Yang, Parker Sawyers și Peter Friedman.
După un pilot de succes, HBO comandă un prim sezon al serialului în februarie 2017.
În decembrie 2020, Justine Lupe, David Rasche și Fisher Stevens sunt promovați în roluri principale pentru cel de-al treilea sezon.